# CB Avenida
Club Baloncesto Avenida is een professioneel damesbasketbalteam in Salamanca, Spanje. Het team speelt in de Liga Femenina de Baloncesto de España van de Spaanse competitie en de EuroLeague Women.

## Geschiedenis
De club werd opgericht in 1988. In 2009 haalde Avenida de finale van de EuroLeague Women. Ze verloren de finale van Spartak Oblast Moskou Vidnoje uit Rusland met 70-85. In 2011 stond Avenida weer in de finale van de EuroLeague Women. Dit keer won Avenida van Sparta&K Oblast Moskou Vidnoje met 68-59. Ook won Avenida de FIBA Europe SuperCup Women. Ze wonnen van Elitzur Ramla uit Israël met 95-72. In 2021 verloor Avenida de finale om de EuroLeague Women. Ze verloren van UMMC Jekaterinenburg uit Rusland met 68-78. De finale was in de Volkswagen Arena in Istanbul. Van 2019 tot 2020 speelde de Nederlandse Emese Hof voor het team.

## Sponsor namen
- 1988-1994: Universidad de Salamanca
- 1994-2002: Halcón Viajes
- 2002-heden: Perfumerías Avenida

## Erelijst
- EuroLeague Women: 2010-11: 1
- FIBA Europe SuperCup Women: 2011: 1
- Spaanse landstitel: 2005–06, 2010–11, 2012–13, 2015–16, 2016–17, 2017–18, 2020–21: 7
- Copa de la Reina de Baloncesto:  2004-05, 2005-06, 2011-12, 2013-14, 2014-15, 2016-17, 2017-18, 2018-19, 2019-20, 2021-22: 10
- Supercopa de España de Baloncesto Femenino: 2010, 2011, 2012, 2013, 2014, 2016, 2017, 2018, 2020: 9
- Copa Castilla y León de Baloncesto Femenino: 2001, 2002, 2003, 2004, 2005, 2007, 2008, 2009, 2011, 2013, 2014, 2015, 2017, 2018, 2020: 15